# فرنسيسكو غولدمان
فرنسيسكو غولدمان (بالإنجليزية: Francisco Goldman)‏‏ (1954 في بوسطن - ) روائي، وكاتب، وأستاذ جامعي من الولايات المتحدة.

## الجوائز
- زمالة غوغنهايم
- جائزة الفهرست ‏
- جائزة فيمينا عن فئة الأدب الأجنبي  [لغات أخرى]‏
- جائزة سو كوفمان للرواية الأولى

## روابط خارجية
- فرنسيسكو غولدمان على موقع IMDb (الإنجليزية)
- فرنسيسكو غولدمان على موقع ميوزك برينز (الإنجليزية)